# ألكسندر بريثولز
ألكسندر بريثولز (مواليد 9 يونيو 1944) هو مبارز بالسيف سويسري، مثّل بلاده في الألعاب الأولمبية الصيفية 1968.

## روابط خارجية
ألكسندر بريثولز على موقع أوليمبيديا (الإنجليزية)